# Rio (Wisconsin)
Pour les articles homonymes, voir Rio.
Rio est un village du comté de Columbia, dans l'État du Wisconsin, aux États-Unis. En 2020, il comptait une population de 1 119 habitants.